# GAMSAT
Graduate Medical School Admissions Test (původně The Graduate Australian Medical School Admissions Test, běžně známý pod zkratkou GAMSAT) je test pro výběr uchazečů o magisterské studium medicíny, stomatologie, farmacie a veterinárního lékařství. Test byl vyvinut v roce 1995 Australskou radou pro výzkum vzdělávání (ACER). Používá se pro výběr studentů na magisterský stupeň studia zdravotnických vysokých škol v Austrálii a od roku 1999 i na některé školy ve Velké Británii a v Irsku pro přijetí do jejich programů pro postgraduální studium. Uchazeči musí mít uznaný bakalářský titul nebo jeho ekvivalent, ukončený před zahájením magisterského studia.
Test se koná jednou za rok v testovacím centru v jedné ze 6 zemí, kterými jsou Austrálie, Irsko, Nový Zéland, Singapur, Spojené království a Spojené státy. Testované znalosti jsou:
- biologie a chemie
- fyzika
- angličtina – obecné znalosti

Test trvá celý den (od osmi do šestnácti hodin) a má tři oddíly:
- Oddíl I se skládá z 75 otázek na 100 minut z humanitních a sociálních věd
- Oddíl II – 2 eseje pro posouzení písemné komunikace (1 hodina), potom následuje 20minutová přestávka (není povoleno opustit zkouškovou místnost během této přestávky)
- Oddíl III – 110 otázek z fyziky (170 minut, po 1 hodině oběd)

Skóre se vypočítává na základě výkonnosti ve všech 3 sekcích s vahou rostoucí směrem k III. části. Podle dosaženého skóre pak školy rozesílají pozvánky na přijímací pohovory. 